# Garfield Park

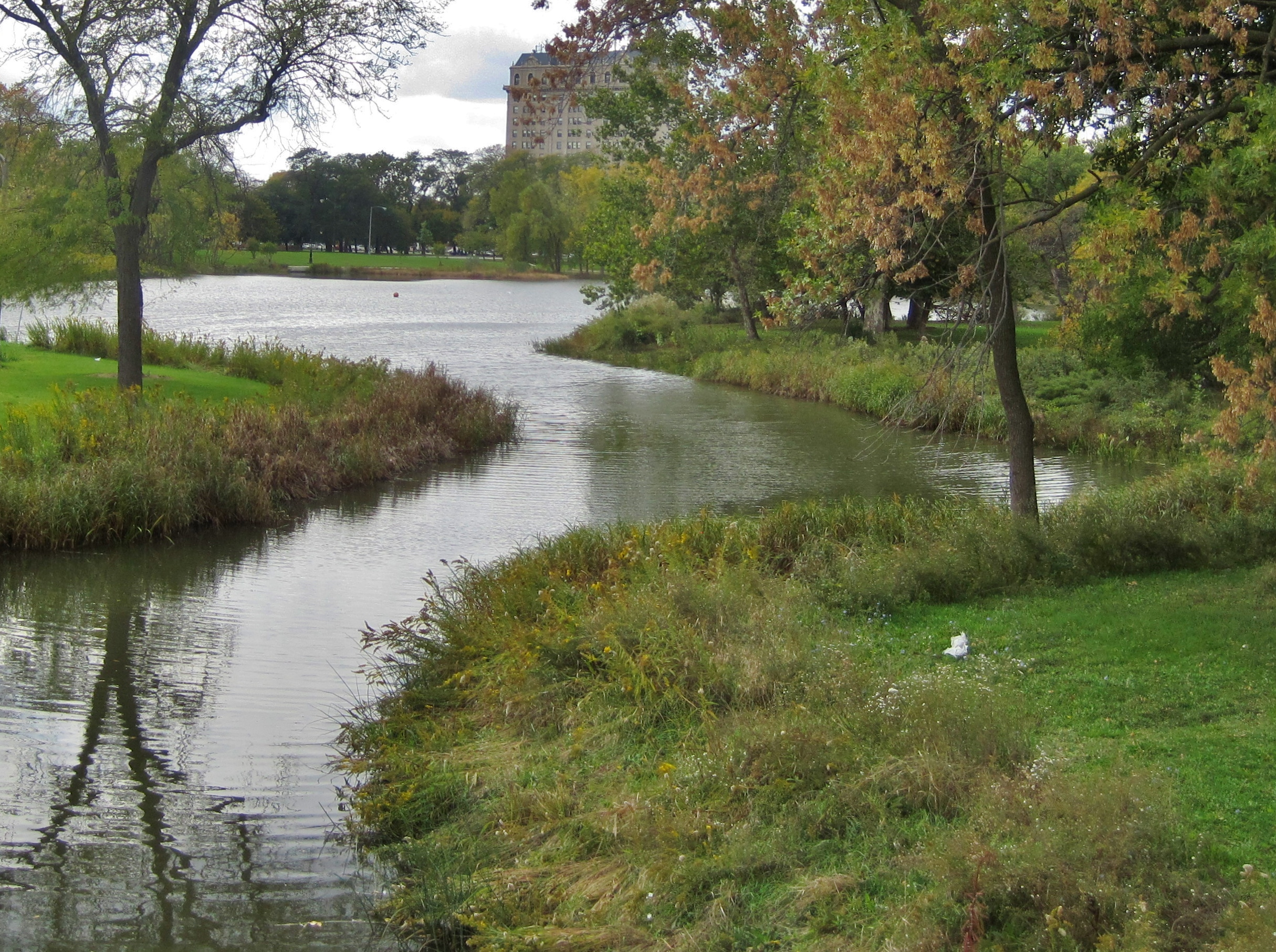
Vue sur le parc.

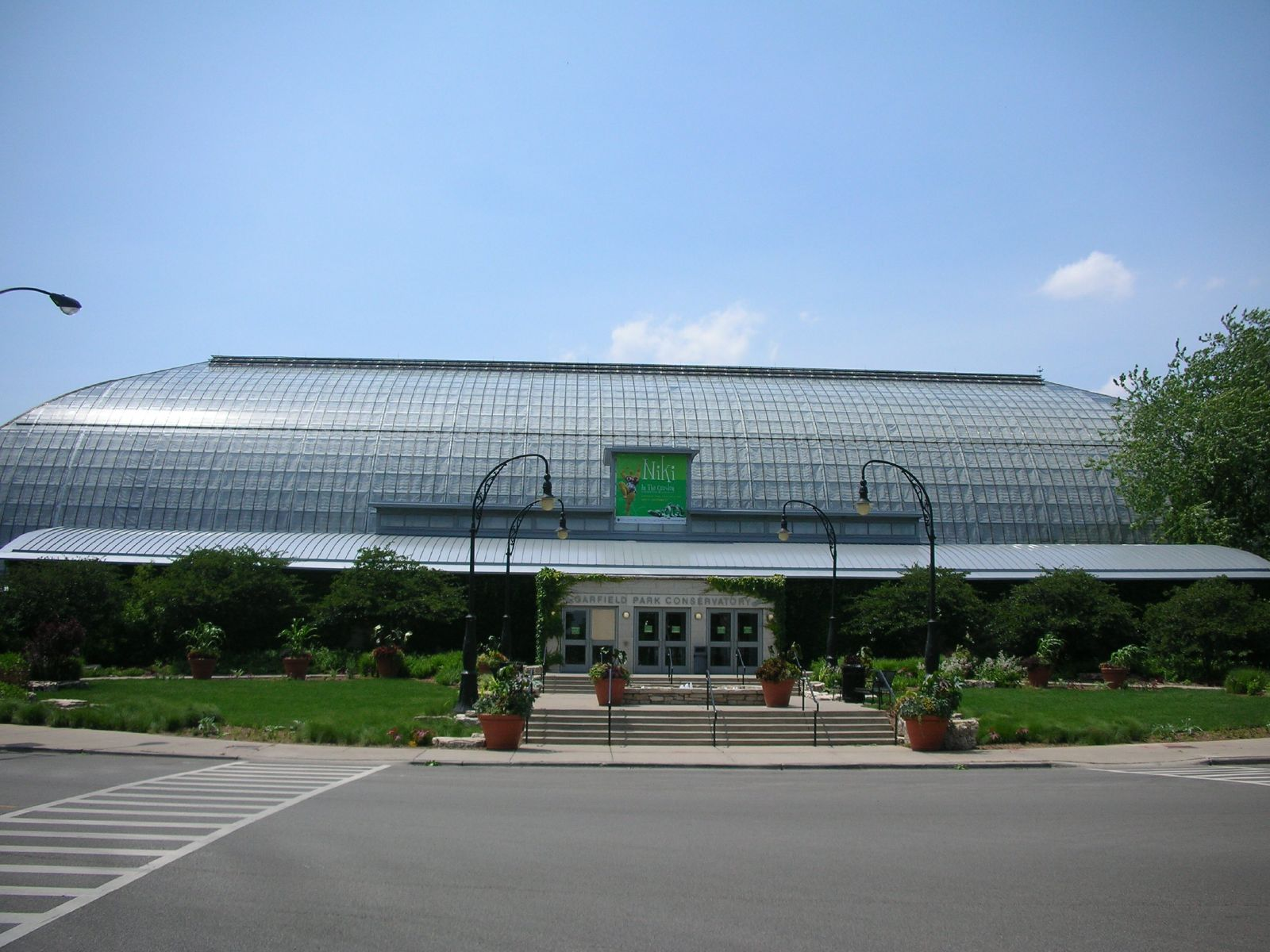
Le Garfield Park Conservatory.

Garfield Park est un parc d'une superficie d'environ 0,74 km2 situé au 100 N. Central Park Ave. dans le secteur d'East Garfield Park, un des 77 secteurs de la ville de Chicago (Illinois, États-Unis). Conçu en 1907 par William Le Baron Jenney, Garfield Park est le plus ancien des trois grands parcs du West Side de Chicago, les deux autres étant Humboldt Park et Douglas Park.
Géré par le Chicago Park District, Garfield Park a été désigné Chicago Landmark par la ville de Chicago et est inscrit sur la liste du Registre national des lieux historiques (National  Register of Historic Places ; NRHP) par le National Park Service.
Il abrite le Conservatoire de Garfield Park, l'un des conservatoires de plantes rares les plus grands et les plus impressionnants aux États-Unis. Souvent appelé « landscape art under glass » littéralement « l'art du paysage sous verre », le Conservatoire de Garfield Park occupe environ 18 000 m² et contient un certain nombre de plantes et d'arbres provenant du monde entier (y compris des fougères anciennes de plus de 300 ans). En outre, des milliers de plantes y sont cultivées chaque année pour les parcs de Chicago et les espaces publics de la ville.